# Лаура (река)
Лаура — река в Адлерском районе Краснодарского края, в Сочи, в России. Берёт начало на южных склонах хребта Ассара в пределах Кавказского заповедника. Горная бурная река с большим количеством водопадов.
Согласно картам ГоГИСцентра и данным государственного водного реестра Лаура впадает в Мзымту по правому берегу в 50 км от её устья, а в 3 км от устья принимает правый приток Ачипсе. Однако в более ранних источниках Лаура упоминается как приток Ачипсе, которая впадает в Мзымту.
В 1967 году Л. Н. Ситниковым в верховьях реки был обнаружен дольмен, высеченный в обломке скалы.
В 2008 году в нижнем течении на левом берегу реки был открыт Горно-туристический центр ОАО «Газпром» с горнолыжным подъёмником (комплекс «Лаура»).
При впадении в Мзымту располагаются развалины средневековой крепости Ачипсе.